# Perloz
Perloz é uma comuna italiana da região do Vale de Aosta com cerca de 484 habitantes. Estende-se por uma área de 23 km², tendo uma densidade populacional de 21 hab/km². Faz fronteira com Arnad, Carema (TO), Donnas, Issime, Lillianes, Pont-Saint-Martin.

## Demografia
| Variação demográfica do município entre 1861 e 2011                               |
|                                                                                   |
| Fonte: Istituto Nazionale di Statistica (ISTAT) - Elaboração gráfica da Wikipedia |